# 丁固
丁 固（てい こ、198年 - 273年）は、中国三国時代の政治家。呉に仕えた。字は子賤。改名前の名は丁密と言い、滕皇后の父親である滕密と名が一緒であったため、お互いに改名した。揚州会稽郡山陰県の人。父は丁覧。子は丁弥。孫は丁潭。曾孫は丁話。

## 人物
子供の頃の丁固を見た闞沢は、その非凡さを見て「この児は必ず位人臣を極めるであろう」と言ったという。
若くして父親を失い、母親と二人で暮らした。家は貧しく慎ましい生活をし、母親には孝養を尽くした。また、一族の中で年下の身寄りのない者たちと生計を立て、辛苦を共にした。虞翻は丁固の同僚に当てた手紙で、丁固の人物を大いに賞賛している。
二宮の変の際は尚書の位に就き太子を守り、礼に適った行動を取った。顕官を歴任し、257年以前までに廷尉の位まで昇進している。
太平2年（257年）8月、鄱陽と新都の民衆が反乱を起こしたため、鄭冑・鍾離牧と共に軍を率いて討伐した。
永安5年（262年）10月、左御史大夫に昇進した。
甘露元年（265年）9月、孫晧が建業から武昌に遷都した際、諸葛靚と共に建業の守りに当たった。孫晧の暴虐が頂点に達したとき、丁固は陸凱・孟宗と共に心を合わせて、国家の行方を心配した。
宝鼎元年（266年）10月、永安の山賊である施但らが数千人の徒党を集めた。また孫謙を脅迫して、自分らと共に烏程まで進ませ、孫和の墓陵にあった楽器や曲蓋を奪い取った。さらに建業まで進むと、その徒党は一万余にまで膨れ上がっていった。丁固と諸葛靚がこれを迎え撃って戦い、大いに撃退して孫謙を保護したが、孫謙は不甲斐なさから自殺した。しかし呉歴には孫晧が毒殺し、母や息子も殺したと書かれている。同年12月、陸凱や丁奉と謀り孫晧の廃位を計ったが、孫晧の護衛をしていた留平に反対されたため、断念した。
宝鼎3年（268年）2月、司徒に昇進した。以前丁固が尚書であった際、松の木が腹の上に生えるのを夢に見て、ある人に「松の字は十・八・公からなる。十八年後、私は三公になっているであろう」と言っており、結局夢のとおりになった。
鳳凰2年（273年）3月、76歳で死去した。
陸機は『弁亡論』にて、晩年の呉を支えた人々の名を挙げた際、陸抗・陸凱・施績・范慎・丁奉・鍾離斐（鍾離牧）・孟宗・楼玄・賀邵らとともに丁固の名前も挙げている。